# Daewoo Nexia

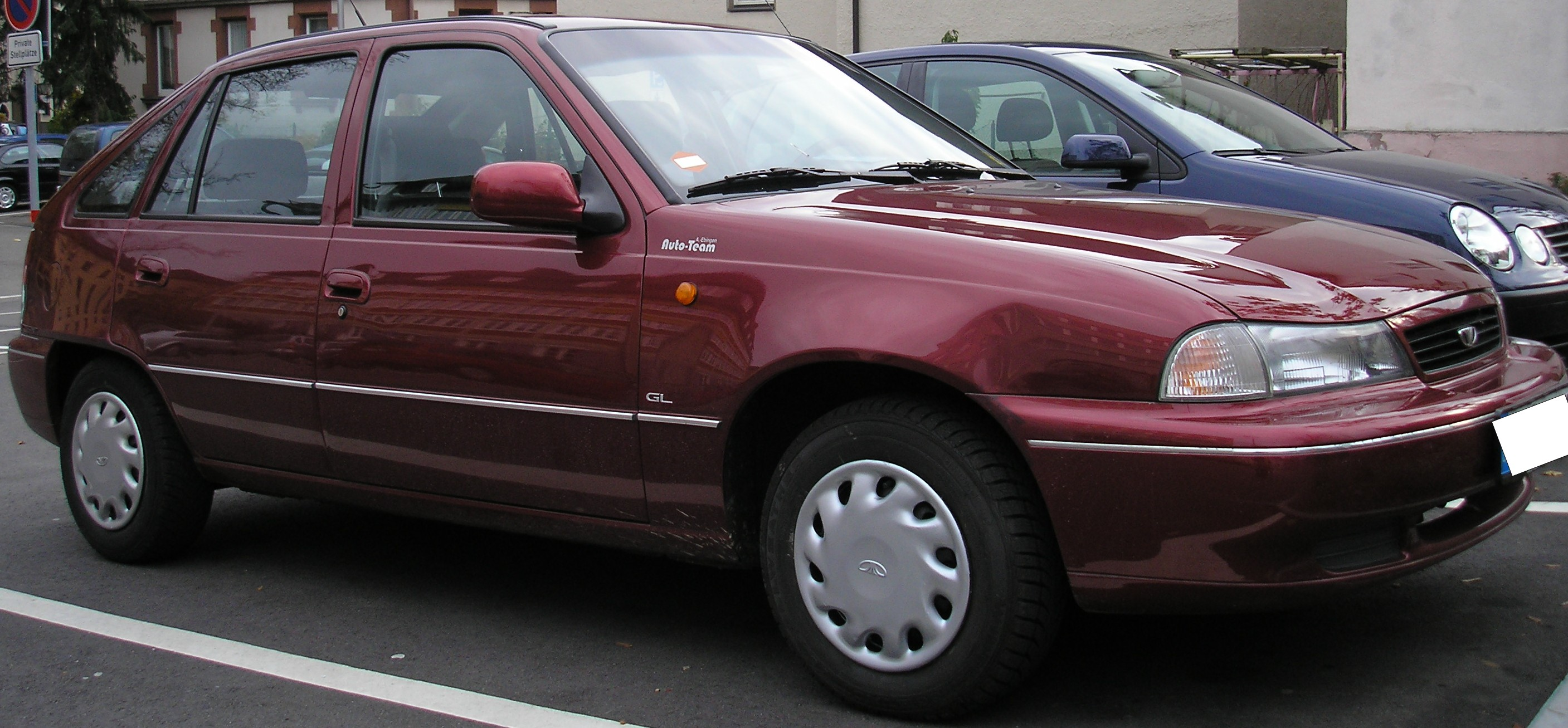
Daewoo Nexia.

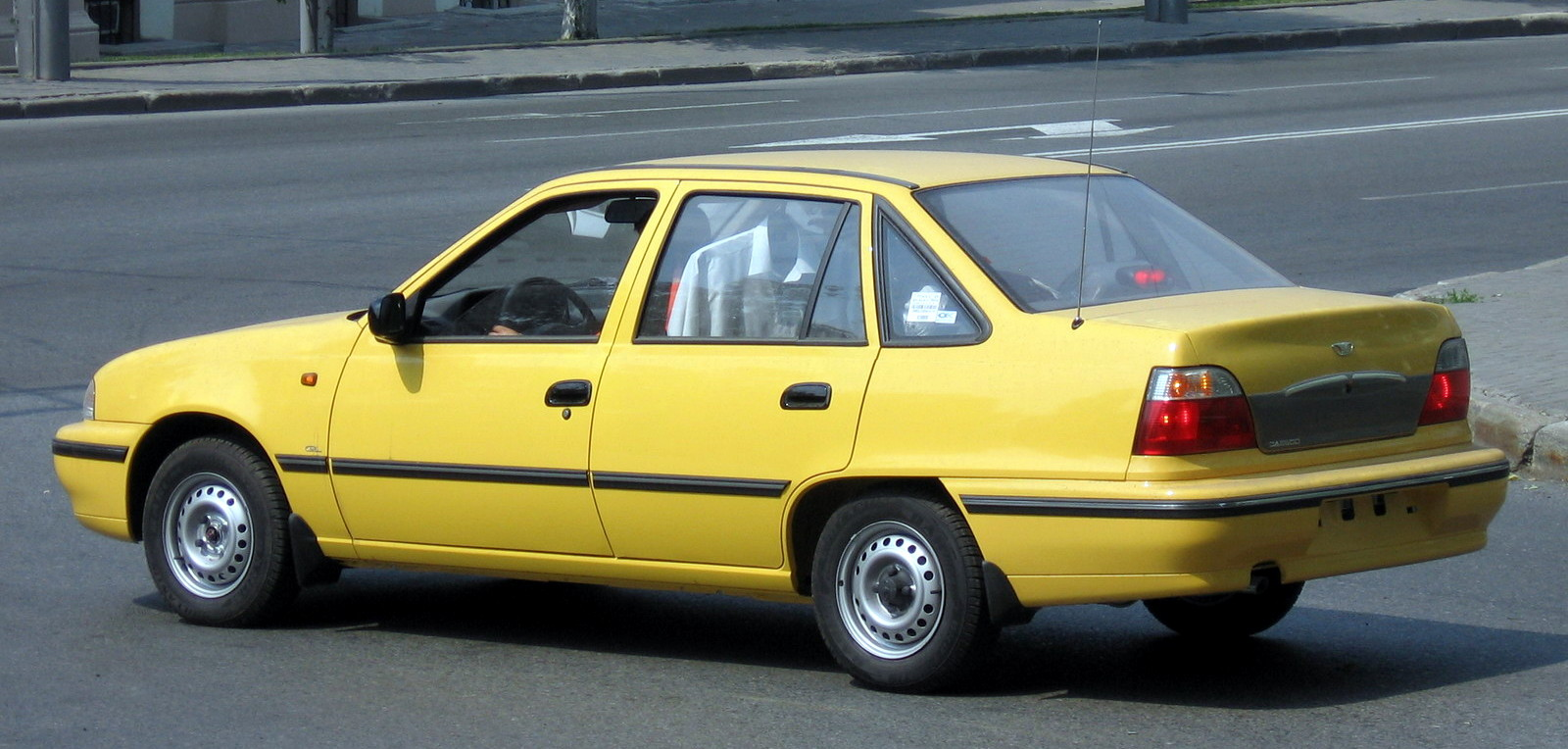
Daewoo Nexia.

Daewoo Nexia var en av de första modellerna från det sydkoreanska företaget Daewoo som introducerades i Europa. Modellen, som egentligen är en ansiktslyft Opel Kadett (tillverkningen skedde på licens) från mitten av 1980-talet, blev populär främst i östländerna, men ratades i väst på grund av sin dåliga krocksäkerhet. Nexia såldes mellan åren 1995 och 1997 och importerades aldrig reguljärt till Sverige. Modellen har även producerats och sålts som Daewoo Cielo. Tre karosser erbjöds; tredörrars halvkombi, fyradörrars sedan och femdörrars halvkombi. Fortfarande 2011 tillverkas sedanversionen av Daewoo Nexia av UzDaewooAuto i Uzbekistan. Där genomgick modellen sin senaste modernisering 2008.